# Lîsa Hora, Illinți
Lîsa Hora (în ucraineană Лиса Гора) este un sat în comuna Krasnenke din raionul Illinți, regiunea Vinnița, Ucraina.

## Demografie
Componența lingvistică a localității Lîsa Hora
     Ucraineană (98,93%)
     Rusă (1,07%)
Conform recensământului din 2001, majoritatea populației localității Lîsa Hora era vorbitoare de ucraineană (98,93%), existând în minoritate și vorbitori de rusă (1,07%).